# Massingy-lès-Semur
 Massingy-lès-Semur  là một xã ở tỉnh Côte-d’Or trong vùng Bourgogne, phía đông nước Pháp. Khu vực này có độ cao trung bình 320 mét trên mực nước biển.